# 英学
英学（えいがく）とは、日本における英語及び英語圏諸国（イギリス・アメリカなど）に関する学問・文化全般のこと。狭義においては英語学あるいはこれを中心とした英語主体の学問（英文学など）のことを指す。
幕末の黒船来航以前は、慶長年間にウィリアム・アダムスによって英学教授がおこなわれたが、1623年（元和9年）に平戸のイギリス商館が閉鎖して日英関係が途切れた以降は、西洋の学術はオランダ（ただし、中国経由の漢訳文献もある）から入ってきたために一括して蘭学と呼称された。黒船来航後は他の欧米諸国との交流が開始されるようになると、オランダ以外の言語やそれに基づく学術・知識も流入するようになった。このため、英語及びこれによって記載された英語圏の学術・技術に関する学問を「英学」と称するようになった。

## 日本の英学の歴史

### 安土桃山時代後期、江戸時代初期

#### 大航海時代の家康とウィリアム・アダムス
日本に最初に来たイギリス人であるウィリアム・アダムスは、大航海時代が成熟期を迎えていた1600年4月29日（慶長5年3月16日）にオランダ船のリーフデ号に乗り、オランダ人の船長ヤコブ・クワッケルナック、ヤン・ヨーステン（八重洲の地名の由来となった人物）、メルヒオール・ファン・サントフォールト（後に堺で貿易商を営む）らとともに豊後国臼杵の黒島に漂着した。
英国国教会のプロテスタントの信徒であったアダムスは、先に日本で活動するカトリックのイエズス会の宣教師らから激しい抵抗にあうが、徳川家康に航海の目的や世界の情勢などを臆せず説明し、家康から江戸へ招かれることとなった。当時イギリス、オランダと世界で覇権を争うスペインとポルトガルはカトリックの国で、プロテスタントのイギリス人やオランダ人たちの日本進出を防ぎ日本での利権を守ろうと画策したが、家康から疑念を持たれ、彼らの策は失敗に終わった。
江戸に迎えられたアダムスは、家康に重用されて外交顧問と通訳を務めるが、外交だけでなく幾何学や数学、航海術などの英学を家康以下の側近に教授した。アダムスは、家康にヨーロッパの形勢や貿易の利点なども説き、持っていた海図によって航海の経路などを説明した。こうして家康は、アダムズを顧問にしたことによって、英国の文明に触れ、これまで以上に遠方の世界に視野を拡大していった。スペインが誇る無敵艦隊がイギリスに敗れたことで世界の覇権地図が大きく塗り替えられたことや、イギリスやオランダが新たに東洋を目指して進出していること、加えて、キリスト教にもカトリックだけでなくプロテスタントの存在があることなど、アダムスによって家康は当時の世界情勢をかなり正確に理解することとなった。
また、アダムスは船大工としての経験もあったことから、家康から、西洋式の帆船を建造することを要請され、伊東に日本で初めての造船ドックを設けて、1604年（慶長9年）に80tの洋式帆船を完成させ、1607年（慶長12年）には大型の120tの洋式帆船（ガレオン船）であるサン・ブエナ・ベントゥーラを完成させた。この出来事は、日本の造船史上で特筆すべき業績といわれる。これらの功績から家康は、アダムスを旗本に取り立て、相模国逸見に采地と三浦按針の名乗りを与えられて、外国人でありながら日本のサムライとなった。
アダムスは、日本とオランダ、イギリス両国との国交樹立を支えた人物としても知られる。1609年（慶長14年）には、オランダとの交易を希望した家康の求めに応じてオランダ国王使節が来日した際には、家康のいる駿府城で外交顧問であるアダムスの協力のもとで日本とオランダとの国交が結ばれオランダの通商が許され、アダムスはオランダ東インド会社日本支店となる肥前国松浦郡平戸島のオランダ商館設置に携わった。また、1613年（慶長18年）にイギリス東インド会社のクローブ号が交易を求めて日本に来航した際にも、一行に付き添い、家康らとの謁見を実現させ、貿易を許可する朱印状を取りつけるなどの手助けをした。同年、上記オランダ商館の近くでアンドレア李旦の屋敷を借りイギリス商館（イギリス東インド会社日本支店）を設置し、日英貿易を開始した。
その後、オランダとイギリスの貿易利権を巡る競争が激化していく中、1623年のアンボイナ事件により、東南アジアや東アジアにおけるオランダの覇権が強まり、イギリスはそこから撤退せざるを得なくなり、日英関係も断絶することとなる。こうして、1623年（元和9年）にイギリスは平戸のイギリス商館を閉鎖し、日本での英学を含む英語圏との交流も閉ざされることとなった。

### 江戸時代（寛永以降）

#### 鎖国状態下の英学教育
慶長、元和と続いた日英関係が断たれた後の江戸時代の日本は鎖国状態にあり、英語圏との関係は閉ざされていたが、これらの地域に関する関心度が低かった訳ではない。
文化5年（1808年）のフェートン号事件以後、江戸幕府においてイギリス・アメリカの脅威が議論の対象となり、これらの国々に対する研究が行われるようになった。翌年吉雄権之助らが幕命によって長崎出島のオランダ商館の荷倉役で英語に堪能であったヤン・コップ・ブロムホフより英語の教授を受け、文化8年（1811年）に『諳厄利亜興学小筌（あんげりあこうがくしょうせん）』という会話・単語集が刊行されている。その後、文化11年（1814年）に阿蘭陀通詞の本木庄左衛門（正栄）が中心となって編纂した『諳厄利亜語林大成』という6,000語からなる日本最初の本格的な英単語集が出された。天保12年（1844年）には天文方渋川敬直がLindley Murrayの英文法書のオランダ語訳からの重訳『英文鑑』を刊行した。
また、オランダ語・中国語による英米関係の書籍を翻訳する動きも現れた。吉雄忠次郎が文政8年（1825年）に出した『諳厄利亜人性情志』や安部竜平が嘉永2年（1849年）に出した『新字小識』、小関高彦が安政元年（1854年）に出した『合衆国小誌』などである。
1848年には、日本に密入国したラナルド・マクドナルドが、幽閉先の長崎・西山郷（現・長崎市上西山町）にあった大悲庵（崇福寺の末寺）で、長崎奉行の命により幕府の公式通訳である阿蘭陀通詞14名に英語を教え、日本初の母語話者（ネイティブ）による公式の英語教師となった。生徒であった森山栄之助は後にペリー艦隊来航時に通訳を務めた。
また、日本人で最初に生きた英語を話すことができたのはジョン万次郎であろう。彼は英語圏でイマージョン・プログラムを受けた日本で初めての人物とも言える。浜田彦蔵も漂流したのち、渡ったアメリカで教育を受け、洗礼も受けてジョセフ・ヒコと名を改め、アメリカ市民権を得て、日系アメリカ人第1号となった人物である。1859年に初代駐日アメリカ公使のタウンゼント・ハリスによって神奈川領事館通訳に採用され日本に帰国した。

#### 黒船来航後の江戸での英学教育
1853年（嘉永6年）にマシュー・ペリー率いる米国艦隊が来航（黒船来航）し、翌1854年（嘉永7年）に日米和親条約を締結しアメリカの圧力で開国すると、これ端緒として洋学研究と教育の必要性が生じ、外交、貿易の面で一部のエリートに国防の手段として英語の習得が急がれるようになった。そのため、江戸幕府はこれまで『蕃書和解御用』で行われていた洋書翻訳事業を独立させることとし、1855年（安政2年）に『洋学所』を江戸・九段下に開設。翌1856年（安政3年）には、これを『蕃書調所』（開成所の前身で東京大学、東京外国語大学の源流）と改称し、ペリー来航時に米国大統領国書の翻訳を行った箕作阮甫が首席教授に就いた。
1855年（安政2年）には村上英俊が、1830年（文政13年、天保元年）にウォルター・ヘンリー・メドハーストによってバタヴィア（現・ジャカルタ）で日本語を学習する人のために編纂刊行された『英和和英単語書』（英和・和英語彙辞典）を、『洋学捷径 仏英訓弁』の英語の部で紹介し、村上は続いて1857年（安政4年）に 『英語箋前篇』､ 1863年（文久3年）に 『英語箋後篇』として原書版を翻刻した。
1859年（安政6年12月）には、古賀謹一郎の尽力により出獄した堀達之助（ペリー艦隊来航時の通訳）が蕃書調所対訳辞書編輯主任に迎えられると、1860年（万延元年12月）には筆記方も兼務して外国新聞の翻訳作業にあたり、1862年（文久2年1月）に、日本初の新聞となる『官板バタビヤ新聞』を発行した。一方で、1861年（文久元年）に堀達之助は西周とともに蕃書調所の教授方に就任し、翌1862年（文久2年）には主任となって洋書調所より『英和対訳袖珍辞書』を日本初の英和辞典として刊行するに至り、1863年（文久3年）には開成所教授に就任した。
幕府は下田と後述の箱館（函館）に加え、1857年（安政4年）頃から後述の長崎、神奈川（横浜）で、通訳育成のためにイギリス人やアメリカ人などのもとで英語学習を進めていくこととなる。
また、私塾でも英学が教えられるようになるが、ペリー艦隊来航時に通訳を務めた森山栄之助は、江戸・小石川に英語塾を開き、外交官や通訳として活躍する人材を多く輩出した。
さらに1858年（安政5年）7月に日米通商修好条約が締結されると、本格的に英語通訳の養成が必要となった。

#### 箱館（函館）での英学教育
日米和親条約によって、下田と箱館（函館）が条約港としての開港が決まると、下田は条約締結の1854年3月31日に即日開港され、箱館は約1年後の1855年4月17日に開港された。こうして下田とともに日本の最初の開港場となった箱館は、多数の外国船が出入りするようになり、多くの外国人が来訪した。これら訪日外国人によって多くの洋書がもたらされ、洋学への関心が高まっていった。こうした状況の中、1856年（安政3年8月）に、箱館奉行の竹内保徳、堀利煕の申請により、江戸幕府によって北海道初の学問所である『諸術調所』が開設された。武田斐三郎が教授役となり、蘭学に加えて英学が教えられ、航海術、測量、造船、砲術、築城、化学などの教授のほか、通訳の養成を行った。江戸の蕃書調所では理論を学べたが、諸術調所では実地を学ぶことができた。この諸術調所で教える武田斐三郎の元で、榎本武揚、前島密（日本近代郵便の父）、井上勝（日本鉄道の創設者、長州五傑の1人）、吉原重俊（日本銀行総裁）、蛭子末次郎（開拓使船長）らが学んだ。新島襄（同志社大学創設者）も入学しようと1864年（元治元年）に箱館に来たが、折悪く武田が江戸へ行っていたために、ロシア領事館に身を寄せて、それがきっかけで、新島は渡米することとなった。
1861年（文久元年5月）に、箱館奉行は阿蘭陀通詞の名村五八郎に命じて、運上所内に『稽古所』（英語稽古所）を設置し、公務の余暇に英語を教授させた。名村は長崎の阿蘭陀通詞の家の出身で、江戸で英学を修めた名通詞として、1856年（安政3年）に箱館奉行支配調役下役格として箱館に着任している。この幕府による官設の英語教授所は、『稽古所』のほかに『教学所』とも呼ばれた。ここでの主目的は学術研究でなく、通訳の養成が主な目的であった。五八郎は後述の1860年の万延元年遣米使節に通弁（通訳）として同行しているが、箱館で彼から英語を教授されたなかには、立広作、塩田三郎、海老原錥四郎、鈴木清吉、南川兵吉、東浦房次郎、近藤源太郎、小林国太郎、合田光政、若山恒道、益田孝、三田佶（三田葆光）、下山瑞庵らがいる。その後、五八郎は江戸へ転出したが、英語教育を最も必要とした箱館は、その後任として1865年（慶応元年6月）、江戸の『開成所』（蕃書調所の後身）の教授であった堀達之助（阿蘭陀通詞、ペリー来航時の通訳、ラナルド・マクドナルドに学んだとされる一人）を迎えた。英語稽古所を引き継いだ堀達之助は、1866年（慶應2年）に『函館洋学所』を開設した。

#### 長崎での英学教育
長崎でも、1857年（安政4年）に、幕府は長崎奉行に命じ、長崎海軍伝習所のあった長崎西役所内に『語学伝習所』を設立し、日米通商修好条約締結の翌月の1858年（安政5年）8月には長崎奉行の岡部長常によって英語に特化した『長崎英語伝習所』が設立された。教師には英国領館員のイギリス人ラクラン・フレッチャー（Lachland Fletcher、後の横浜領事）に加え、オランダ人の2名ウィッヘルス（オランダ海軍将校）とデ・ホーゲルが就任し、阿蘭陀通詞の楢林栄左衛門（栄七郎、高明）と西吉十郎（成度）が頭取を務めた。次いで幕府の公式通詞（通訳）たちは、長常から幕府の伝習所以外でも広く英語を学ぶことを命じられ、1858年9月（安政5年）に長崎に寄港した米国船ポウハタン付きの牧師ヘンリー・ウッドや、1859年（安政6年）1月に寄港した米国人マクゴーワン（Daniel Jerome Macgowan、瑪高温、マゴオン）らに英語を学んだ。
1859年（安政6年）4月下旬には米国総領事タウンゼント・ハリスが長崎に入り、開港地となる長崎においてもアメリカの外交拠点を構築するために、ハリスはアメリカ人商人の一人でニューヨーク出身の実業家ジョン・G・ウォルシュ（ウォルシュ兄弟の2番目の弟）を長崎の米国領事に選任する。これに合わせて上海から米国聖公会のジョン・リギンズとチャニング・ウィリアムズがプロテスタント初のアメリカ人宣教師として、それぞれ長崎に来日し、ハリスの支援の下、長崎奉行・岡部長常からの要請で崇福寺広徳院に立教大学の源流となる私塾を開設し、鄭幹輔、何礼之（大阪洋学校／現・京都大学創設者）、平井義十郎（平井希昌）ら公式通事（唐通事）たちに英学の教授を行った。この塾は日本におけるミッションスクールの起りであった。リギンズは、漢訳の科学書や歴史書、医学書、聖書等を多く頒布し、特に『聯邦志略』は、アメリカ合衆国の独立宣言、歴史、地理、政治、文化、行政、教育等が具体的に書かれており、近世封建社会下にあった当時の多くの日本の志士に影響を与えた。また、リギンズは、日本の英学会話書の嚆矢と言われる『英和日用句集』を出版し、現在利用されるローマ字綴りを編み出した。本書の序文には、日本語の単語を学ぶのに役立つものとして、ウォルター・ヘンリー・メドハーストがバタヴィア（現・ジャカルタ）在留中の1830年（文政13年、天保元年）に日本語を学習する人のために編纂刊行した『英和和英単語書』（英和・和英語彙辞典）が挙げられており、リギンズの編纂にも活かされている。

1859年11月にはオランダ改革派の宣教師グイド・フルベッキも長崎に来日し、リギンズとウィリアムズの出迎えを受けて崇福寺広徳院に同居し、英学を教授していく。当時は、ハリスが加えた日米通商修好条約の第8条によって、本国人の宗教の自由と居留地内での教会設置が認められ、宣教師は外国人向けの礼拝は行えたが、日本人への宣教活動は禁じられていた。しかし江戸幕府は、上述の通り、開国で増加する外交活動を支える通訳を育成する必要性から語学教育を推進し、長崎奉行を通じて宣教師らに英語教授を要請し、宣教師らは要請を受けて英学教育を展開した。また、1860年8月には米国聖公会の宣教医であるハインリッヒ・シュミットも長崎に来日し、私塾と診療所を設けて英語教育とともに、長崎奉行の認可も得て医療活動と医学教育を行った。

こうした活動の背景には、アメリカ総領事でニューヨーク市立大学シティ・カレッジを創設した教育者としても知られるハリスの支援があったが、ハリスは「宣教師たちが英学教育と医療活動を進めることが伝道上の良策であり、慎重堅忍よく慮って、熱心に駆られて行き過ぎることのない様に自制して働くならば、最後の栄冠を受けるだろう。」と述べ、宣教師らによる教育と医療の活動を援助した。また、ハリスの支援の元で活動したリギンズも、「英語を学ぼうとする日本人に英語の書物を提供することで、両国民の間の社会的かつ友好関係が大いに促進される。また、キリスト教者として貧しい人々や悩んでいる人に善意を示し、すべての人々に親切と礼儀をもって接することによって宣教師に対する偏見を取り除くことができ、同時にかつて陰謀を企てたイエズス会などとは違うものであるということを観察力のある日本人に確信することができる。」と伝えており、ハリスと同調して活動を行い、日本の英学教育の発展に寄与した。
1862年（文久2年）に長崎英語伝習所は、片淵郷の組屋敷内の乃武館（だいぶかん、旧・長崎原爆病院跡地、旧・済生会長崎病院跡地）の内に移転して『英語稽古所（英語所）』と改称され、1863年（文久3年7月）には、英語稽古所は立山役所の東長屋に移転し、リギンズとウィリアムズに学んだ唐通事の何礼之と平井義十郎（希昌）が同所頭取に任命された。同年（文久3年12月）、英語稽古所は江戸町の活版所跡に移転し、『洋学所』と改称され、ウィリアムズとフルベッキはこの洋学所でも英学を教授する。この洋学所へ繋がる幕府の教育機関である長崎英語伝習所の組織は、日本人への布教が許されていなかった外国人宣教師達の良き就職場所にもなった。

#### 横浜での英学教育
長崎に加えて神奈川・横浜にもアメリカ人宣教師が上陸し、英学教育が進められていくことなるが、1859年10月に米国長老教会の宣教医であるジェームス・カーティス・ヘボンが上海から長崎経由で神奈川・横浜に到着すると、成仏寺本堂を住まいとし、宗興寺に神奈川施療所を設けて医療活動を開始する。翌11月にはフルベッキの同僚であるオランダ改革派のサミュエル・ロビンス・ブラウンとデュアン・シモンズも神奈川・横浜に上陸し、ブラウンはヘボンの住む成仏寺の庫裡を間借りして、シモンズは夫妻で宗興寺に居住した。その後、ブラウンは領事からの依頼で英語を指導することとなり、1862年には幕府によってヘボンを中心に組織された『横浜英学所』が開校され、英学教育が行われた。教師にはブラウン、ジェームス・ハミルトン・バラ、ディビッド・タムソンの3人の宣教師が就任し、長崎でリギンズに学んだ石橋助十郎（政方）や太田源三郎らも教鞭を執った。シモンズは、1860年に宣教師を辞任するが、その後も医師として日本で医療と医学教育を行った。1863年（文久3年）に、ヘボンは横浜居留地にヘボン塾（明治学院の前身）を開設。同年、箕作秋坪の紹介で眼病を患った岸田吟香を治療し、これをきっかけに当時手がけていた『和英語林集成』を岸田吟香が手伝うようになる。1866年（慶応2年）には和英語林集成の印刷のため、ヘボンは岸田吟香と共に上海へ渡航し、1867年（慶応3年）に和英語林集成を出版した。
1862年8月には、横浜のイギリス領事館の初代チャプレンとして英国国教会のマイケル・ベイリーが来日し、翌年10月にはプロテスタントとして横浜で最初の教会である横浜クライストチャーチ（現・横浜山手聖公会）の初代聖堂が横浜居留地105番（現在の中区山下町同番地）に完成すると、教会の初代チャプレンに任命される。ベイリーは聖職の傍ら、英語塾を開き、日本人に英語を教えた。

#### 海外使節と留学生
鎖国状態下では、貿易の窓口となった長崎を除いてほぼ文献のみを通じて西洋文明に接していたのであるが、黒船来航以後の開国への動きと状況に伴い、攘夷派とは異なり、西洋文明の現実を体験理解し、日本へ移植することで日本の近代化を図ろうとするものが幕府や藩の中にもあり、明治維新を迎えるまでおよそ300人の海外使節や留学生が海外に派遣された。

##### 江戸幕府による使節
江戸幕府による使節としては、最初に1860年の万延元年遣米使節（第1回遣米使節）が派遣されたが、これは幕府の有力な役人に欧米文化の実態を見学させて、日本に一大改革を実行しようという開国主義者であった閣老堀田正睦とタウンゼント・ハリスの深謀遠慮によるものであった。次いで、1862年の文久遣欧使節（第1回遣欧使節）、1864年の横浜鎖港談判使節団（第2回遣欧使節、遣仏使節）、1865年の外国奉行・柴田剛中らの慶応元年遣欧使節（第3回遣欧使節、遣英使節）、1866年の外国奉行・小出秀実らの第1回遣露使節、1866年の勘定奉行・小野友五郎らの第2回遣米使節、1867年の前年に注文した軍艦の受取と書籍購入のため派遣された小野友五郎らの第3回遣米使節がある。
幕府による留学生としては、1861年の内田恒次郎、榎本釜次郎、大野規周（日本で最初の懐中電灯を造った人物）らのオランダ留学生、1865年の山内作左衛門、市川文吉、小沢清次郎、大槻彦五郎、田中次郎、緒方城次郎の6名によるロシア留学生が組織された。1866年（慶應2年）に幕府は、3000石以上の者に英仏両国へ留学することを許可し、同年に開成所から中村正直（敬輔、敬宇、同人社創設者)、箕作奎吾、外山正一、菊池大麓、川路寛堂（川路太郎）、林董など14名を選んでイギリスに留学させた。彼らは80名程の志願者から試験で選抜された俊才で、多くが20歳未満であった。中村正直が35歳で、川路太郎が23歳で共に留学生の取締を命じられた。彼らは途中英国が東アジア・東南アジア・地中海の要所のことごとく占有していることに驚き、ロンドンに到着してからは、エレベーターや夜の街を真昼の如く照らすガス灯に驚嘆したことが、川路によって『英航日録』に記されている。彼らは教師のロイドの家で猛勉強をしていたが、幕府が倒幕して送金が途絶えたことから、慶應4年6月25日に横浜に帰国した。その時、一行の頭髪はすでにみな散切頭にしていたため、そのままの姿で江戸に入れば、浪士たちから襲われることが必至であると危惧された。そのためやむなく、つけまげなどをして江戸へ帰ったという。中村は英国が世界の最強国となったのは、イギリス国民の自主自立にあると悟り、その後に『西国立志伝』を翻訳し、明治のベスト・セラーとなった。また、後述の長州五傑の井上馨や伊藤博文なども英国留学中は散切頭にしたものの、帰国後は、まげ姿に戻している

##### 諸藩による渡航
諸藩においても公式にあるいは秘密裏に藩の使節や留学生を海外に送りだしたものがあった。
長州藩の英国留学生
長州藩では、尊王攘夷の激しさがあり、1863年（文久3年）5月、6月にかけて下関海峡を通過するアメリカ、フランス、オランダの艦船に砲撃したが、藩の重鎮であった周布政之助、村田蔵六（大村益次郎）らは、勝算が到底ないことを悟り、長州五傑として知られる伊藤俊助（伊藤博文）、志道聞太(井上馨)、野村弥吉(井上勝)、遠藤謹助、山尾庸三の5名を外国艦船砲撃で藩論が沸騰している最中の5月12日に国禁を犯して英国へ渡航させた。また、彼らを英国に送ったのは、村田清風と極東におけるイギリス最大の商社であったジャーディン・マセソン商会であり、同社のウィリアム・ケズウィック（同社横浜支店・英一番館設立者）の支援のもとで、同社支店長だったS.J.ゴーワー（Samuel J. Gower、1862-1865滞日）が出航の手配を行っている。駐日イギリス領事のエイベル・ガウワーと、ジャーディン・マセソン商会の長崎代理店である「グラバー商会」を営むトーマス・ブレーク・グラバーも渡航への協力支援を行った。井上と伊藤の2人の留学の意図は、海軍の技術を研究して攘夷の手段にすることにあったが、イギリスの文明に接して国力の違いを知り、攘夷派から開国派に転じた。連合国が長州を攻撃するという報道を聞き、井上と伊藤は在英半年ばかりで帰国したが、2人はその後もイギリスと連絡を取りながら長州藩を開国主義へと向かわせた。
薩摩藩の英国留学生
幕末当時の薩摩藩では富国強兵が藩の方針となったが、これを具体的に論じたのは五代才助（友厚）であった。薩摩藩には、1862年の文久遣欧使節（第1回遣欧使節）に随行して攘夷が不可能であることを知り得ていた松木弘安（寺島宗則）がおり、正確な世界情勢の知見が入っていた。1863年(文久3年)に薩英戦争により英国艦隊の砲撃にあって、鹿児島市の大半を焼かれ、賠償金を取られてから、五代や松木らの奔走によって藩論は開国論に傾き、イギリスへの接近が顕著になっていった。1865年(慶応元年3月）に幕府の禁令を破り、家老新納刑部（新納久脩）および五代友厚は、藩士の寺島宗測、森有礼、畠山義成、町田久成、鮫島尚信、吉田清成などを、計19名を率いてトーマス・グラバーの手配した船（オースタライエン号）でひそかにイギリスに留学した（薩摩藩遣英使節団）。

#### 諸藩における英学
諸藩では、藩主によって、その藩の子弟を教育するための学校である藩黌（藩校）が設置され、その教科は大体においては昌平坂学問所（昌平黌）の教科に倣ったものであったが、藩により、また時代の状況の応じて変動があった。各時代による教科の変遷として、寛永から宝永では、漢学、習字、宝暦から安永では、これに皇学、医学が加わり、天明から享和では算術、洋学が加わり、文化から天保では、さらに天文学と音楽が加わった。このように当初は漢学と習字だけであったが、次第に科目が増えて、幕末においては外国との関係が喫緊な課題となるにつれ、洋学関連の科目が追加されていった。幕末においては、幕府が蘭学を奨励したため、諸藩もその政策に沿って蘭学を奨励した。ペリー来航を端緒として、従来の外圧への抵抗策を外圧への順応策に切り替えて、特に軍事力の強化の推進を図った。当時は英国の国際的地位の高さとやアメリカとの関係などからも、文化、技術、思想、外交、貿易などすべての面で英語学習の重要性が痛感されたため、幕府とともに諸藩でも英語教育に力を注いだ。

薩摩藩
薩摩藩では、藩の開成所を設立したのち、1864年(元治元年)に中浜万次郎を招聘し、藩の子弟に軍艦練習および英語の教授を行った。慶応年間には教育の主軸が英学となった。こうした英学の発展は、薩英戦争以後に同藩がイギリスと親しくなり、富国強兵策の推進、外国貿易の振興、留学生派遣を行った。

佐賀藩
佐賀藩では、万延元年（1860年）の遣米使節に参加した藩医の川崎道民を始めとする海外経験と復命に基づいて、蘭学から英学への転向が始まった。 加えて、英国式の武器や兵器の伝習によっても英学が盛んになった。中でも外国貿易への進出は、英学を促進することとなった。同藩の大隈八太郎（大隈重信）、小出千之助は、貿易商を説得して出資を受けて、1867年(慶応3年)に長崎に英学塾「致遠館」を設けさせて、グイド・フルベッキを招聘して英語を始め、政治、経済、理学などを教授した。
中津藩
中津藩では、藩士の岡見彦三（岡見清熙）が、1850年（嘉永3年）に同藩士10数名とともに佐久間象山の象山書院に入門して洋式砲術を学んだ後、象山を江戸藩邸に招いて蘭学の講義を開始した。1853年（嘉永6年）のペリー艦隊来航を受けて藩邸に蘭学教師を招聘する許可を得て、江戸鉄砲洲（築地）の中津藩奥平邸に「一家小塾」（慶応義塾の前身）を開いて、同1853年（嘉永6年）に杉亨二、次いで1855年（安政2年）には松木弘安（後の寺島宗則）を塾講師に招き、藩の子弟の指導に当たらせた。1858年（安政5年）には、岡見の推挙により、松木の後任として一小家塾の講師に福澤諭吉が招聘されて蘭学を教えた。しかし、まもなく横浜を訪れた福澤は、オランダ語が全く通じないことに衝撃を覚えて英学への転向を決意し、英語を学ぶため、後述の森山栄之助の塾に通ったのち、蕃書調所へ入所する。蕃書調所では英蘭辞書が持ち出し禁止であったため、わずか1日で退所し、その後英蘭対訳・発音付きの英蘭辞書などを手に入れて、英語と英学を独学で学んでいくこととなった。その後、福澤は、1860年（万延元年）の万延元年遣米使節、1862年（文久元年）の文久遣欧使節での経験を経て英学の知識を身に着け、芝新銭座（現・港区浜松町）に1861年に移転していた一家小塾を1863年に再び鉄砲洲（築地）に移し、蘭学塾から英学塾に改め、旧幕臣の吉田賢輔等を教授に迎えた。
紀州藩
紀州藩では、上述の中津藩の一小家塾（慶応義塾の前身）へ入門するものが、武蔵国に次いで多かったことから、1866年（慶應2年）に、一小家塾があった鉄砲洲（築地）の中津藩中屋敷内（奥平邸）に、紀州藩が費用を負担して開設した紀州藩出身者の寄宿のための「紀州塾」が置かれた。

上記以外の藩においても、前述の薩摩、佐賀両藩の規模には及ばないが、英学が採用された。いくつかの例を挙げると、岩瀬肥後守忠震は、1858年(安政5年)江戸向島の別墅において、英書の講読を開始した。1865年(慶応元年)11月には、膳所藩でも英語を課目に加えており、翌年、広島藩では洋学伝習所において英語の教授を開始している。佐倉藩の成徳書院においても、年代を不明だが、幕末の外交交渉当った開国論者であった藩主の堀田備中守正睦が3年制の洋学校を設置し、蘭学、英学、医学、砲術など新式の学術を強く奨励した。その他、土佐藩、福井藩、熊本藩、長州藩においても、英学が次第に起っていた。

#### 私塾
英学の流行にともない、開港地の長崎や神奈川（横浜）での外国人による私塾以外にも日本人による英学私塾の設立も多くなるが、明治維新前に設置された主な塾として以下の塾などがある。
森山栄之助の英学塾
1853年（嘉永6年）のペリー艦隊来航時に通訳を務めた森山栄之助（森山多吉郎）は、1854年（安政元年）に江戸・小石川に英語塾を開き、外交官や通訳として活躍する人材を多く輩出した。この塾には英学に転向した福澤諭吉も、当時居住していた築地の鉄砲洲から8キロ余りの道を日夕、通って英語を学んだ。
為錯塾
1863年(文久3年)には、幕府の軍艦操練所の学生であった鳥羽藩士・近藤誠一郎（近藤真琴）が、四谷坂町の自宅に塾を開設した。開設当初は塾名を持たなかったが、間もなく「為錯塾」と名づけられた。授業科目として当初は蘭学、洋算および航海術を教えていたが、慶応2年になると英語を教科に加えた。1869年（明治2年）に「攻玉塾」と改称し、1872年（明治5年）に文部省より学制が頒布され、「攻玉社」となった。後に攻玉社中学校となり、多くの海軍将校を輩出した。
何礼之の英学塾
ジョン・リギンズ、チャニング・ウィリアムズ（立教大学創設者）およびグイド・フルベッキに英学を学んだ何礼之は、1864年（元治元年）に、長崎の自邸で英学の私塾を開き、さらに1865年（元治2年）には、長崎奉行・服部常純の支援を得て、塾舎を新築して奉行所公認による私塾になると、諸藩及び地役人の子弟を合わせて塾生三百名余（塾生は百数十名、塾外生は二百名）を数える大塾として、江戸にある福澤諭吉が教える一小家塾（慶應義塾の前身）に匹敵する塾として多くの名士を育てた。
培社
1864年（元治元年9月）に、上記の何礼之の英学塾の外郭的な組織として、何礼之の許可を得て、同じくチャニング・ウィリアムズ門下である瓜生寅（学制起草者の一人、大阪理学校／現・京都大学校長）と前島密（日本の近代郵便制度の創設者）によって、長崎に「培社」が設立された。塾は財政事情が厳しく短期間の運営であったものの、そこでの英学教育は塾生の鮫島尚信によって薩摩藩が開設した開成学校（開成所）に引き継がれた。
慶應義塾
1868年（慶応4年/明治元年）4月に、福澤諭吉は中津藩から預かっていた鉄砲洲（築地）にあった藩立の「一小家塾」を芝新銭座（現・港区浜松町）に再び移転し、新しい近代学塾として英学塾である「慶應義塾」を創設した。この創設に際しモデルとしたのは、1862年5月（文久2年4月）に文久遣欧使節としてイギリス滞在中の福澤が訪問した英国国教会が設立したパブリックスクールのキングス・カレッジ・スクールであった。

### 明治以降
明治以降の日本のおける英学の流れとしては、引き続き幕末に来日した宣教師らによる教育活動が挙げられる。プロテスタント初の宣教師として1859年（安政6年）に幕末の長崎で立教大学の源流となる私塾をジョン・リギンズとともに創設した米国聖公会のチャニング・ウィリアムズは、1868年（明治元年）11月に次の拠点地となる大阪を訪れ、翌年7月に大阪に活動拠点を移し、大阪・川口の外国人居留地近くの与力町の自宅に小礼拝堂を設け、さらに翌年の1870年（明治3年）に『英学講義所』（後の大阪・英和学舎／立教大学の前身の一つ）を開設する。その後ウィリアムズは東京に移ると、1874年（明治7年）2月に東京・築地に英学を教える『立教学校』を開設した。

1863年（文久3年）に米国長老派教会のジェームス・カーティス・ヘボンが横浜で開いた『ヘボン塾』は、1880年（明治13年）に築地居留地へ移転し『築地大学校』となった後、1883年（明治16年）9月には横浜の先志学校を併合して『東京一致英和学校』となった。1886年（明治19年）6月には、 同校は東京一致神学校、英和予備校と合併して『明治学院』となった。こうした先駆となった宣教師に続いて、明治維新後の日本には多くのキリスト教宗派の宣教師が来日して、英語教育を始めとする英学の教育活動を展開していった。
明治維新にともない、英学に触れ、欧米の近代文明に触発された日本人による英学教育もさらに活発化していった。福澤諭吉が英国国教会のキングス・カレッジ・スクールをモデルとして、1868年（慶應4年）に創設した英学塾の『慶應義塾』は、明治維新後に米国長老派教会のクリストファー・カロザースや、英国聖公会福音宣布協会のアレクサンダー・クロフト・ショーらを始めとする外国人宣教師を雇い入れ、カリキュラムの近代化を進め英学教育を本格化させた。また、福澤が1866年（慶應2年）に出した『西洋事情』は広く読まれ、慶應義塾では、ジェレミ・ベンサムやヘンリー・バックルなどの著書を通じて英米の歴史・法制・思想などの研究も行われて官民に多くの人材を輩出した。
続いて中村正直がサミュエル・スマイルズの『西国立志編』、ジョン・スチュアート・ミルの『自由論』を翻訳して、自立・勤勉・節約などの近代資本主義社会の倫理を広め、1873年（明治6年）には英学塾の『同人社』を創設した。この他にも札幌農学校教頭ウィリアム・スミス・クラークに代表されるお雇い外国人や同志社を創設した新島襄、女子英学塾を創設した津田梅子などの功績は高く評価されている。
英文学の普及は少し遅れて1880年代以後のことになる。井上哲次郎らによる『新詩体抄』の翻訳、坪内逍遥の『小説神髄』による紹介などを通じて英文学が伝えられ、明治16年（1883年）2月に河島敬蔵が、日本初となる原本によるシェイクスピア劇の完全な逐語訳『ジュリアス・シーザー』を『欧州戯曲ジュリアスシーザルの劇』として発表した。同年10月には井上勤がチャールズ・ラム版のシェークスピアの『ヴェニスの商人』を『西洋珍説人肉質入裁判』というタイトルで刊行している。坪内は後に東京専門学校（現早稲田大学）で英文学を教えた。東京帝国大学でも明治24年（1891年）に英文学科が置かれて夏目漱石・土井晩翠らを輩出する。
しかし、1890年（明治23年）にはビスマルク憲法（ドイツ帝国憲法）を模範とした大日本帝国憲法が施行され、ドイツを手本とした国家・法体系が確立されていくにつれて、イギリス・アメリカに対する語学・文学以外の面での関心は衰退し、代わって獨逸学が大きな影響を持つようになる。以後の英学は英語とそれに関連した学問研究に縮小されていくことになるが、1910年代に入ると「英語学」と「英文学」の分離が生じ、更に1930年代に入ると「米文学」や「英語教育」の分野も独立して考えられるようになっていった。
戦前日本における英語ブームとしては、斎藤秀三郎の英和辞典、英語文法書といった、その後の日本の英語学（のみならず、英語に関係する学問分野）に大きな影響を残した業績が生まれた（日本の学校英語の範型は、斎藤秀三郎の『実用英語文法』 (Practical English Grammar) で確立されており、また、彼の経営した「正則英語学校」には、英語学者市河三喜や、英米法学者高柳賢三等が学んでいる。加えて、彼の著作である『熟語本位英和中辞典』は、その後の英和辞典に大きな影響を与え、今日に至っている）。
1941年（昭和16年）になると、ABCD包囲網（夏）に反発した日本軍が真珠湾攻撃とマレー沖海戦（いずれも12月）を起こしたため、英語は敵性語とされ、軍部を中心に英単語の日本語への置き換えが進められた。

### 第二次世界大戦後
1945年（昭和20年）9月2日には第二次世界大戦の敗北により、日本は1952年（昭和27年）4月28日にサンフランシスコ講和条約が発効し主権回復するまで、GHQ（実質的には主にアメリカ）の進駐を受けた。連合国軍占領下の日本において、復興面でも多大な支援を受け、政治・経済・文化のあらゆる面で密接なつながりを持つようになった。
第二次世界大戦までは、英米両国がいずれも大国（多極体制）であった。しかし、冷戦時代には、アメリカが超大国（二極体制）となったため、超大国アメリカの政治的・経済的影響から義務教育や中等教育にもアメリカ式英語が取り入れられ（英語 (教科)）、一般の人々も英語に触れる機会は増え、どん欲にカタカナ英語として日本語の中に定着するなどの動きが活発になった。
冷戦終結後の現在は、アメリカを中心としたグローバル経済の到来が語られ、世界ビジネスに不可缺な道具として、世界共通語としての英語が重要視されている。また、不況によるリストラを受けた労働者の能力向上学習に対して国・政府の補助が出るなどから、英会話教室のビジネスが一つのマーケットとなっている。

## 註釈
1. 1 2 3 4 5 6 7 8 9 10 11 12 13 14 15 16 17 18  清水 貞助「幕末における英学の発達について : 時代思潮を中心として」『研究紀要』第14巻、立正女子大学短期大学部、1970年12月、19-35頁、ISSN 03855309。
2. ↑  日本のカトリック教会の歴史『4.徳川家康とキリシタン』 聖パウロ女子修道会（女子パウロ会）公式サイト
3. 1 2  サライ.jp 『家康の外交顧問に重用された“三浦按針”こと、ウィリアム・アダムスの生涯｜日蘭交流のきっかけを作ったイギリス人航海士【日本史人物伝】』 小学館,2023/10/29
4. ↑  静岡市 大御所四百年祭記念 家康公を学ぶ 大航海時代の駿府の家康公『破格の待遇を受けたアダムズ』
5. ↑  三浦按針物語 『伊東で日本初のヨーロッパ式帆船を建造、三浦に領地と日本名「按針」を授かる』有限会社按針
6. ↑  静岡市 大御所四百年祭記念 家康公を学ぶ 大航海時代の駿府の家康公『アダムズ、造船に着手』
7. ↑  静岡市 大御所四百年祭記念 家康公を学ぶ 大航海時代の駿府の家康公『ウイリアム・アダムズ』
8. ↑  三浦按針物語 『幕府の外国人外交官としてオランダやイギリスとの仲介役も』有限会社按針
9. ↑  河元 由美子「二つの「日英語彙集」 : マクドナルドの原典とマクラウドの編集によるもの」『早稲田大学日本語研究教育センター紀要』第10巻、早稲田大学日本語研究教育センター、1998年3月、63-95頁、ISSN 0915-440X。
10. ↑  石原 千里「ラナルド・マクドナルドの生徒たち」『英学史研究』第1991巻第23号、日本英学史学会、1990年、57-82頁、ISSN 1883-9282。
11. ↑  但しジョン万次郎は偶然英語教育を受けることになっただけであり、英語習得のために自ら渡米したわけではない。
12. 1 2  重久 篤太郎「プロテスタント宣教師の語学研究 来日初期宣教師の場合」『日本英学史研究会研究報告』第1965巻第24号、日本英学史学会、1965年、1-11頁、ISSN 1883-9274。
13. ↑  WEB版稀覯書展示会 メドハースト『英和・和英語彙辞典』
14. 1 2  函館市文化・スポーツ振興財団 『堀 達之助』
15. ↑  飯田 鼎「福地桜痴と福沢諭吉 : 『懐往事談』と『福翁自伝』をめぐって」『三田学会雑誌』第82巻第4号、慶應義塾経済学会、1990年、669-693頁、ISSN 00266760。
16. ↑  静岡県立中央図書館 葵文庫の概要 解説（参考資料）  『諸術調所』
17. 1 2  函館市公式観光サイト はこぶら 『北海道最初の学問所「諸術調所」』
18. ↑  箱館奉行所公式ウェブサイト 奉行所について『五稜郭と箱館奉行所の略年表』
19. ↑  函館市／函館市地域資料アーカイブ 『貿易船の海外派遣』 函館市史 通説編 第一巻
20. ↑  函館市／函館市地域資料アーカイブ 『箱館洋学所』 函館市史 通説編 第一巻
21. ↑  石原千里「1858年長崎におけるヘンリー・ウッドの英語教育」『英学史研究』第2001巻第33号、日本英学史学会、2000年、13-27頁、ISSN 1883-9282。
22. ↑  許 海華「幕末明治期における長崎唐通事の史的研究」、関西大学、2012年9月20日、doi:10.32286/00000332。
23. 1 2 3  茂住 實男「英語伝習所設立とその後」第1980巻第12号、日本英学史学会、1979年、ISSN 1883-9282。
24. ↑  在日米国大使館と領事館 『長崎アメリカ領事館の歴史』 2022年4月4日
25. ↑  『立教大学新聞 第88号』 1930年（昭和5年）5月15日
26. ↑  海老沢 有道,大久保 利謙,森田 優三（他）「立教大学史学会小史(I) : 立教史学の創生 : 建学から昭和11年まで (100号記念特集)」『史苑』第28巻第1号、立教大学史学会、1967年7月、1-54頁、ISSN 03869318。
27. ↑  劉 建輝「もう一つの「近代」ロード : 19世紀の日欧交流における広東、上海の役割」『「日本研究」再考 : 北欧の実践から』、国際日本文化研究センター、2014年3月、215-228頁。
28. ↑  東京大学大学院人文社会系研究科・文学部 『英学会話書による近代語研究』 常盤智子
29. ↑  立教史データベース 『聖公会 修史夜話　(其四)前島生/ヘボン式羅馬字の始 ―リギンズ長老の業績―』 基督教週報第69巻第18号 1935年01月11日
30. ↑  中島耕二「フルベッキ博士の生涯と日本の近代化」『新長崎学研究センター紀要』第1号、長崎外国語大学、2022年3月、175-193頁。
31. ↑  園田健二「幕末の長崎におけるシュミットの医療活動」『日本医史学雑誌』35(3), pp. 33?48
32. ↑  藤本 大士「近代日本におけるアメリカ人医療宣教師の活動 : ミッション病院の事業とその協力者たち」、東京大学、2019年3月。
33. ↑  富田鐵之助「幕末維新のアメリカ留学と富田鐵之助―「海舟日記」に見る「忘れられた元日銀總裁」富田鐵之助(5)―」『東北学院大学経済学論集』第186号、東北学院大学学術研究会、2016年3月、1-91頁、ISSN 1880-3431。
34. ↑  志賀 智江「明治・大正期におけるキリスト教主義保育者養成」『青山学院女子短期大学総合文化研究所年報』第4巻、青山学院女子短期大学、1996年12月、67-108頁、ISSN 0919-5939。
35. ↑  編集代表：播本秀史「明治学院歴史資料館資料集 第13集：『明治学院の外国人宣教師』─瀬川和雄遺稿集─」『明治学院歴史資料館資料集』第13巻、明治学院歴史資料館、2018年3月、1-135頁、ISSN 2186-8794。
36. ↑  杉本つとむ「続・幕末の洋学事情--近代の発信地,長崎と蘭医と近代教育」『早稲田大学図書館紀要』第42号、早稲田大学図書館、1995年12月、1-55頁、ISSN 02892502、NAID 40003930216。
37. ↑  長崎市 長崎Webマガジン ナガジン 発見!長崎の歩き方 『長崎ハイカラ女子教育の歴史』
38. ↑  横浜山手聖公会公式Web 聖堂(礼拝堂)について 『横浜クライストチャーチ設立当時と各代聖堂の内部』
39. 1 2  慶應義塾大学メディアセンター デジタルコレクション 『福翁自傳』 時事新報社 百五十三頁 1899年
40. ↑  三田評論 福澤諭吉をめぐる人々『杉 亨二』中津藩中屋敷で教える
41. ↑  岩倉使節団 米欧亜回覧の会 歴史部会：10月度開催報告「使節団が外国で会った日本人」『3.寺島宗則』 2021年10月26日
42. ↑  慶應義塾大学 通信教育課程 『和歌山県「紀州塾」』
43. ↑  飯田 鼎「福地桜痴と福沢諭吉 : 『懐往事談』と『福翁自伝』をめぐって」『三田学会雑誌』第82巻第4号、慶應義塾経済学会、1990年、669-693頁、ISSN 00266760。
44. 1 2  大久保 利謙「幕末英学史上における何礼之 : とくに何礼之塾と鹿児島英学との交流」『研究年報 1977』第6巻、鹿児島県立短期大学地域研究所、1978年3月、26-41頁。
45. ↑  意志力道場ウォーク 『日本を変えた出会い―英学者・何礼之（が　のりゆき）と門弟・前島密、星亨、陸奥宗光―』 私の散歩道,丸屋武士,2012年6月1日
46. ↑  広報ZENTOKU 『特集	没後100年 前島密の偉業を追って6 前島密と教育（語学に関する視点から）』 全国郵便局長協会連合会,4-5頁,2020秋号,2020年10月
47. ↑  公益財団法人モラロジー道徳教育財団 道徳科学研究センター特別研究会 『福澤諭吉の近代社会構想と中津』 西澤直子,慶應義塾福澤研究センター,2016年10月26日 (PDF)
48. ↑  慶應義塾大学 慶應義塾豆百科 『No.7 塾名の由来』
49. 1 2  三田論評 『ロンドン（その四）―キングス・コレッジ・スクールとロイヤル・アーセナル』 加藤三明,第49回 2010年8・9月合併号掲載
50. 1 2  三田論評ONLINE 『【福澤諭吉をめぐる人々】ドクトルチャンブルスとドクトルジョンソン』 山内慶太,2018/1/1
51. ↑  学校法人桃山学院･桃山学院史料室 大阪川口居留地・雑居地跡 『C.M.ウィリアムズ師と米国聖公会』
52. ↑  産経新聞 『旧居留地の教会150周年 大阪、記念碑除幕し礼拝』 2021/11/3
53. ↑  学校法人明治学院 『沿革』
54. ↑  和歌山県・和歌山ふるさとアーカイブ『紀の国の先人たち 河島 敬蔵』
55. ↑  平 辰彦「『ヴェニスの商人』と『何桜彼桜銭世中』その台本と上演をめぐって」『英学史研究』第1995巻第27号、日本英学史学会、1994年、165-178頁、ISSN 1883-9282。

## 参考図書
- 伊村 元道 (2003年)、日本の英語教育200年、大修館書店。(ISBN 4469244864)
- 堀 孝彦 (2003年)、英学と堀達之助、雄松堂出版。(ISBN 4841902783)
- 太田 雄三 (1995年)、英語と日本人、講談社。(ISBN 4061591932)
- 定宗 数松 (1979年)、日本英学物語、文化評論出版。
- 川澄 哲夫 [ed.]
  - (1978年)、英語教育論争史、2巻、大修館書店。(ISBN 4469141313)
  - (1988年)、英学ことはじめ、上巻、大修館書店。(ISBN 4469141313)
  - (1998年)、文明開化と英学、下巻、大修館書店。(ISBN 446914133X)
- 惣郷 正明
  - (1983年)、英語学び事始め、朝日イブニングニュース社。
  - (1990年)、日本英学のあけぼの、創拓社。(ISBN 4871380890)
- 斎藤 兆史 (2001年)、英語襲来と日本人、講談社。(ISBN 4062582260)
- 日本英学史学会 (1976年)、英語事始、エンサイクロペディア ブリタニカ ジャパン。
- 森川 隆司 (1993年)、漱石の学生時代の英作文三点、近代文芸社。(ISBN 4773317485)
- 池田 哲郎 (1979年)、日本英学風土記、篠崎書林。
- 田中 啓介 (1985年)、熊本英学史、本邦書籍。
- 田島 松二 (2001年)、わが国の英語学100年、南雲堂。(ISBN 4523310416)
- 竹村 覚 (1982年)、日本英学発達史、復刻版、名著普及会。
- 豊田 実 (1939年)、日本英學史の研究、岩波書店。
- 重久 篤太郎 (1982年)、日本近世英学史、増補版、名著普及会。
- 長谷川 誠一 (1986年)、函館英学史研究、ニューカレントインターナショナル。(ISBN 4890290613)
- 高梨 健吉
  - (1979年)、幕末明治英語物語、研究社出版。
  - (1985年)、文明開化の英語、中央公論社。(ISBN 4122012309)